# アデオダトゥス1世 (ローマ教皇)
アデオダトゥス1世（Adeodatus I）またはデオダトゥス1世（Deodatus I, ? - 618年11月8日）は、第68代ローマ教皇（在位：615年11月13日 - 618年11月8日）。カトリック教会および正教会で聖人とされる。その名はラテン語のデウスデディト（Deusdedit：神から与えられた）に由来するものである。